# Рибейру, Фернанду
Ферна́нду Миге́л Са́нтуш Рибе́йру (порт. Fernando Miguel Santos Ribeiro; родился 26 августа 1974, Брандоа, Португалия) — вокалист и автор текстов песен португальской группы Moonspell.

## Дискография

### Moonspell
- Wolfheart (1995)
- Irreligious (1996)
- Sin/Pecado (1998)
- The Butterfly Effect (1999)
- Darkness and Hope (2001)
- The Antidote (2003)
- Memorial (2006)
- Under Satanæ (2007)
- Night Eternal (2008)
- Alpha Noir (2012)
- Ómega White (2012)
- Extinct (2015)
- 1755 (2017)
- Hermitage (2021)

### Daemonarch
- Hermeticum (1998)

### Orfeu Rebelde
- Cada som como um grito (2009)

### Langsuyar and Euthymia
- Apocalypse Cancelled - A Memorial to Anton Szandor LaVey 1930 - 1997 (2008)